# Оборона Александровского форта (1870)
Оборона Александровского форта (5 [17] — 9 [22] апреля 1870 года) — происходила во время Адаевского восстания на полуострове Мангышлак на восточном берегу Каспийского моря (ныне Западный Казахстан).
Небольшой русский гарнизон под руководством майора Егора Зеленина в течение 3 дней оборонялся от большого числа повстанцев местного казахского племени адай. Значительное преимущество гарнизону форта давало наличие у него артиллерии, впрочем боезапасы её, как и другого стрелкового оружия, были крайне ограничены. Крайний недостаток также гарнизон испытывал в пище и питьевой воде. Своевременное прибытие на полуостров частей Кавказского военного округа, возможно, спасло гарнизон от гибели.

## Александровский форт
В 1834 году при заливе Кайдак в урочище Кизилташ было заложено Новоалександровское укрепление с целью предотвращения морского разбоя, противодействия казахам адаевского рода и одновременно с тем — служить перевалочным пунктом для торговли с Хивой. Однако, ввиду своего неудобного местоположения в стратегическом плане, в 1846 году он был перенесён на Мангышлакский полуостров на мыс Тюб-Караган и назван Новопетровским укреплением. Впоследствии был переименован в форт Александровский. Вместе с прилегающими к нему территориями состоял в ведении Оренбургской губернии, а с 1868 года ― Оренбургского генерал-губернаторства Уральской области. 2 февраля 1870 года Мангышлакское приставство (уезд) с Александровским фортом было передано в ведение Кавказского наместничества и по факту находилось в прямом ведомстве начальника Дагестанской области.
Форт находился на небольшой возвышенности и был обнесён каменной стеной высотой 4 и шириной 2 метра. На бастионах и стенах находились 14 орудий, в том числе 8 медных 6-фунтовых орудий старого образца, отлитых в 1809 году.

## Предпосылки
В 1870 году на полуострове Мангышлак вспыхнуло восстание местного казахского племени адай, выступивших против введения среди них новых административных реформ. 15 марта мангышлакский пристав подполковник Николай Рукин с отрядом в полсотни казаков и с несколькими почётными биями выступил в степь, с целью «наказать мятежников» и внедрить среди них новое положение. Однако в пути его отряд был окружён большим числом повстанцев. 23 марта Рукин послал одного из нукеров управляющего верхней дистанцией зауряд-хорунжего бия Мухаммеда Маяева в форт за подмогой, а сам вступил с повстанцами в переговоры. Их предводитель сардар Иса Тленбаев предложил отряду сложить оружие, после чего он не будет препятствовать их движению в форт. Это приказал выполнить своим казакам и Рукин. Однако после того как последние сложили оружие, адаевцы набросились на них и частью перебили, а частью забрали в плен. Видя это, подполковник Рукин застрелился.
По прибытии в форт гонца, из него тут же в спешном порядке была выслана команда из 23 человек с орудием, однако, узнав по пути от одного из «мирных» адаевцев, что отряд Рукина истреблён, 26 марта команда вернулась в форт. На следующий день комендант форта майор Егор Зеленин отправил на рыболовных лодках в Гурьевский городок и Астрахань донесения о крупном восстании на Мангышлаке.
После истребления отряда Рукина повстанцы напали на прибрежные поселения, перебив и захватив в плен при этом много поселенцев и разрушив прибрежные маяки и прочие строения. После этого повстанцы подступили к Александровскому форту.

## Осада

### Переговоры (5 апреля)
5 апреля бий Иса Тленбаев направил в Александровский форт группу парламентёров во главе со своим родственником с письмом, в котором он, отрицая свою причастность в организации восстания, писал, что так как Рукин «не поладил с народом», то они захватили его и бывших с ним казаков в плен. Тленбаев предлагал Зеленину выслать из форта всех находившихся в нём адаевцев, после чего он отпустит из плена Рукина и двух офицеров. При этом Тленбаев предлагал, чтобы в назначенное им место для обмена явился сам Зеленин.
Майор Зеленин, уже знавший о гибели Рукина, задержал парламентёра, а бию послал сказать, что ему (Зеленину) как начальнику не подобает являться к подчинённому. Также он велел передать Тленбаеву, что если тот лично приведёт Рукина в форт, то будет удостоен высочайшей награды. При этом письмо Тленбаеву было отправлено с самым из наибеднейших казахов и на самой «худшей лошадке», что изрядно оскорбило бия.
В ответ Тленбаев, отмечая, что «Весь адаевский род восстал на защиту своего закона», велел передать Зеленину, что его малочисленному гарнизону не устоять против великого числа восставших и настаивал на встрече в назначенном им (Тленбаевым) месте. Зеленин вновь отказал ему во встрече и предложил попробовать взять укрепление силой. Тленбаев, ответив, что «Вы надеетесь на пушки, а мы уповаем на Бога», прекратил переговоры.

### Штурм (6 апреля)
6 апреля в 4 часа пополудни с восточной стороны на форт принялись наступать густые и нестройные массы пеших и конных повстанцев. При подходе наступающих на дальность стрельбы, из форта был открыт массированный огонь из всех орудий и ружей. Несмотря на ограниченное количество боеприпасов в форте и неизвестность ― сколько продлится осада, майор Зеленин приказал в тот день вести усиленный огонь. Этим он желал внушить повстанцам, что русский гарнизон, несмотря на свою малочисленность, имеет значительное преимущество перед ними в огневой мощи. После первых же залпов повстанцы спешно отступили. Адаевские стрелки, укрывшись за горными кряжами и камнями, принялись вести ответный огонь по форту.
Ближе к вечеру повстанцы предприняли попытку занять командную высоту близ форта, доминирующую над окружающей местностью, включая и сам форт. После того как из 5-го бастиона форта заметили движение к той возвышенности значительной партии повстанцев, туда же скрытными путями в обход устремилась и группа из 20 казаков с урядником (по другой версии 12 человек). Сумев взойти на гору раньше повстанцев, казаки залповым ружейным огнём остановили поднимавшихся на неё повстанцев, которые, подобрав убитых и раненых, отхлынули назад.
Перестрелка между повстанцами и защитниками форта в тот день продолжалась до 8 часов вечера. Той же ночью на занятую казаками командную высоту близ форта было перетащено полевое орудие.

### Дальнейшая осада (7―8 апреля)
Днём 7 апреля повстанцы не предпринимали приступов, а лишь взяв форт в плотное кольцо, продолжили осаду. На захваченных рыболовных судах они курсировали вдоль берега.
В ночь на 8 апреля повстанцы напали на армянский квартал, где находился базар и торговые лавки при жилых домах. Адаевцы «со злости» разламывали двери и били стёкла, после чего растаскивали имущество армян. Последние просили Зеленина открыть огонь по адаевцам, но он, из опасения сжечь предместье, вначале отказал им в этом. Однако после того как армяне сказали, что «пусть лучше ядра сожгут наши дома, лишь бы имущество не досталось киргизам», Зеленин приказал открыть огонь картечью. Всего в ту ночь гарнизоном было выпущено до 2 тысяч ружейных патронов и более чем по 25 артиллерийских зарядов из каждого из 14 орудий. На утро, после того как повстанцы удалились на безопасное расстояние, армяне спустились к своим домам и, вернувшись в форт, донесли, что «всё, что было в лавках, разграблено дочиста» и что там же лежит большое число изувеченных картечным огнём мёртвых тел адаевцев.
Между тем положение гарнизона форта становилось всё более критическим. Боеприпасы и продовольствие были на исходе. Казаки, без смены стоявшие в карауле на валах, доходили до физического изнеможения. Плюс ко всему, в форте не было колодцев и как гарнизон, так и укрывавшиеся в форте поселенцы, испытывали крайний недостаток в свежей воде. В то же время лазутчики донесли Зеленину о прибытии 8 апреля к повстанцам значительных подкреплений (общее их число уже доходило до 10 тысяч человек). Также лазутчики донесли, что главный штурм назначен на ночь с 9 на 10 апреля.
В ночь на 9 апреля повстанцы, спустившись с гор, произвели демонстрационное нападение на форт со стороны южных ворот, но, встреченные картечным и ружейным огнём его защитников, обошли форт с восточной стороны, где также были отброшены. Тем не менее, в ходе боестолкновений казаки вынуждены были оставить нижнее укрепление и отступить в форт. Армянский квартал в ту же ночь был окончательно выжжен адаевцами.

## Прибытие войск Кавказского военного округа. Снятие осады
По получении известий о восстании на полуострове Мангышлак туда в скором времени на пароходах были направлены части Кавказского военного округа под общим начальством генштаба полковника графа П. И. Кутайсова, который при этом вступал в должность управляющего Мангышлакским приставством.
Первый эшелон из Порт-Петровска, состоявший из двух рот Кавказского линейного № 14-го батальона и взвода 4-й батареи 21-й артиллерийской бригады с двумя орудиями, прибыл на Мангышлак 9 апреля и на виду повстанцев, занимавших окружающие высоты, высадился близ разорённой станицы Николаевской. Второй эшелон, состоявший из двух рот 21-го стрелкового батальона и сборной сотни Терского казачьего войска прибыл 12, а третий, из сотни Дагестанского конно-иррегулярного полка ― 16 апреля. Повстанцы, не предпринимая никаких активных действий, вынуждены были уйти в степь.

## Последствия
Уже после окончательного подавления восстания, его участники получили различные награды. Однако, как отмечал П. Л. Юдин, «Почти позабыты были только защитники форта, ибо о них никто не хотел и позаботиться», и майор Зеленин вынужден был доложить об этом лично командующему войсками Дагестанской области генерал-адъютанту князю Л. И. Меликову, после чего защитники Александровского форта, по выражению П. Л. Юдина, — «награждены были по-царски». Сам же Зеленин в следующем году за военные отличия был награждён чином подполковника.